# Trubárka
Trubárka je přírodní rezervace v trenčínském katastrálním území Kubrica v okrese Trenčín v Trenčínském kraji na Slovensku. Území bylo vyhlášeno v roce 1982 a jeho rozloha je 7,4 hektaru. Předmětem ochrany je xerotermní skalní a lesnatý biotop s výskytem vzácných druhů rostlin a živočichů.